# ハーリド・ムフターハ
ハーリド・ムフターハ（アラビア語: خالد مفتاح、Khaled MuftahまたはKhalid Muftah、1992年2月7日 -）は、カタールのプロサッカー選手。カタール・スターズリーグ・アル・ラーヤンSC所属。ポジションはDF。サッカーカタール代表、同U-23代表。
日本語では「ムフタハ」と表記されることがある。

## 来歴

### クラブ
地元のアル・ワクラSCでデビューし、2010年にレフウィヤSCへ移籍した。
カタール・スターズリーグ2010-2011シーズンにはU-21最優秀選手に選ばれている。
AFCチャンピオンズリーグには2012、2013と出場、2013では得点を記録している。

### 代表
AFCアジアカップ2011では10代でただ一人代表メンバー入りを果たした。
カタール（B代表）が優勝した西アジアサッカー選手権2014（第8回WAFF選手権）では、キャプテンマークを付けてプレーした。

## タイトル
クラブ
- 国内タイトル
  - カタール・スターズリーグ 2010-11, 2011-12, 2013-14, 2014-15
  - クラウンプリンスカップ 2013

代表
- 西アジアサッカー選手権 2014